# جو ديفلن
جو ديفلن (بالإنجليزية: Joe Devlin)‏ هو لاعب كرة قدم أمريكية أمريكي، ولد في 23 فبراير 1954 في فينيكسفيل في الولايات المتحدة.

## وصلات خارجية
- جو ديفلن على موقع مرجع كرة القدم المحترفة.كوم (الإنجليزية)